# 萨拉子目
萨拉子目是位于塔吉克斯坦西北部粟特州彭吉肯特的一座古鎮，它的歷史可以追溯到公元前4千年。2010被聯合國教科文組織列為世界遺產。它由數個村莊組成，包括Chimqal'a（所在地）、Abdusamad、Bostondeh、Kamar、Kamar-Tash和Sohibnazar。

## 世界遺產地狀況
薩拉茲姆原城市遺址於 2010 年 7 月被列入《世界遺產名錄》，作為“見證中亞人類住區從公元前4世紀到公元前3世紀末發展的考古遺址”。